# Staronizozemsko slikarstvo
Staronizozemsko slikarstvo je delo umetnikov, ki so jih včasih imenovali tudi flamski primitivci in so bili aktivni na Burgundskem in Habsburškem Nizozemskem v času severne renesanse 15. in 16. stoletja, zlasti v cvetočih mestih Brugge, Gent, Mechelen, Leuven, Tournai in Bruselj, vsi v današnji Belgiji. Obdobje se začne približno pri slikarjih Robertu Campinu in Janu van Eycku v 1420-ih in traja vsaj do smrti Gerarda Davida leta 1523, čeprav ga mnogi učenjaki razširijo do začetka nizozemskega upora leta 1566 ali 1568 ( Friedländerjeve odmevne raziskave potekajo po Pieterju Brueglu starejšem). Staronizozemsko slikarstvo sovpada z zgodnjo in visoko italijansko renesanso, vendar se zgodnje obdobje (do približno 1500) obravnava kot neodvisen umetniški razvoj, ločen od renesančnega humanizma, ki je zaznamoval dogajanje v Italiji, čeprav se je v 1490-ih vse več nizozemskih in drugih severnih slikarjev odpravilo v Italijo, so bili renesančni ideali in slikarski slogi vključeni v severno slikarstvo. Ker ti slikarji predstavljajo vrhunec severnoevropske srednjeveške umetniške dediščine in vključujejo renesančne ideale, so včasih uvrščeni med zgodnjo renesanso in poznogotiko.
Med glavnimi nizozemskimi slikarji so Campin, van Eyck, Rogier van der Weyden, Dieric Bouts, Petrus Christus, Hans Memling, Hugo van der Goes in Hieronymus Bosch. Ti umetniki so znatno napredovali v naturalističnem prikazovanju in iluzionizmu, njihovo delo pa ima ponavadi značilno zapleteno ikonografijo. Njihovi predmeti so ponavadi verski prizori ali majhni portreti, pri čemer je pripovedno slikanje ali mitološka tematika razmeroma redka. Krajina je pogosto bogato opisana, vendar je bila pred začetkom 16. stoletja izpuščena kot podrobnost ozadja. Naslikana dela so na splošno olje na lesu, bodisi kot posamezna dela bodisi bolj zapleteni prenosni ali fiksni oltarji v obliki diptihov, triptihov ali poliptihov. Obdobje je znano tudi po skulpturah, tapiserijah, iluminiranih rokopisih, vitrajih in izrezljanih retablih.
Prve generacije umetnikov so bile aktivne v času burgundskega vpliva v Evropi, ko so Nizozemske dežele postale politično in gospodarsko središče Severne Evrope, znane po obrti in luksuznem blagu. S pomočjo sistema delavnic so table in različne obrti prodajali tujim knezom ali trgovcem prek zasebnih dogovorov ali tržnic. Večina del je bila uničena med valovi ikonoklazma v 16. in 17. stoletju; danes je ohranjeno le nekaj tisoč primerov.
Zgodnja severna umetnost na splošno ni bila dobro obravnavana od začetka 17. do sredine 19. stoletja, slikarji in njihova dela pa so bili dobro dokumentirani šele sredi 19. stoletja. Umetnostni zgodovinarji so skoraj še stoletje določali avtorstvo, preučevali ikonografijo in oblikovali gole obrise življenja celo največjih umetnikov; o dodeljevanju nekaterih najpomembnejših del se še vedno razpravlja. 
Raziskovanje staronizozemskega slikarstva je bila ena glavnih dejavnosti umetnostne zgodovine 19. in 20. stoletja in glavni poudarek dveh najpomembnejših umetnostnih zgodovinarjev 20. stoletja: Maxa J. Friedländer (Od Van Eycka do Breugela in Altniederländische Malerei) in Erwin Panofsky (Zgodnje nizozemsko slikarstvo).

## Terminologija
Izraz zgodnja nizozemska umetnost se na splošno nanaša na slikarje, ki so delovali v 15. in 16. stoletju na severnoevropskih območjih, ki so jih nadzorovali burgundski vojvode in kasneje Habsburžani. Ti umetniki so postali zgodnja gonilna sila severne renesanse in odmika od gotskega sloga. V tem političnem in umetnostnozgodovinskem kontekstu sever sledi burgundskim deželam, ki so se raztezale na območjih, ki obsegajo dele sodobne Francije, Nemčije, Belgije in Nizozemske.
Nizozemski umetniki so bili znani po različnih izrazih. Pozno gotski je zgodnja oznaka, ki poudarja kontinuiteto z umetnostjo srednjega veka. V začetku 20. stoletja so umetnike v angleščini poimenovali šola Ghent-Brugge ali stara nizozemska šola. Flamski primitivci je tradicionalni umetnostnozgodovinski izraz, izposojen od francoskih primitifs flamands, ki je postal priljubljen po slavni razstavi v Bruggeu leta 1902 in ostaja v uporabi še danes, zlasti v nizozemščini in nemščini. V tem kontekstu se primitivno ne nanaša na zaznano pomanjkanje prefinjenosti, temveč umetnike identificira kot začetnike nove slikarske tradicije. Erwin Panofsky je raje uporabil izraz ars nova ('nova umetnost'), ki je gibanje povezal z inovativnimi skladatelji glasbe, kot sta Guillaume Dufay in Gilles Binchois, ki jima je burgundski dvor dajal prednost pred umetniki, ki so bili na razkošnem francoskem dvoru. Ko so burgundski vojvode ustanovili centre moči na Nizozemskem, so s seboj prinesli bolj svetovljanski pogled. Po Ottu Pächtu se je sočasni premik v umetnosti začel nekje med letoma 1406 in 1420, ko se je zgodila revolucija v slikarstvu; pojavila se je nova lepota v umetnosti, ki je upodabljala vidni in ne metafizični svet.
V 19. stoletju so bili zgodnji nizozemski umetniki razvrščeni po narodnosti, Jan van Eyck je bil opredeljen kot Nemec, van der Weyden (rojen Roger de la Pasture) pa kot Francoz. Učenci so bili včasih zaskrbljeni ali je bila geneza šole v Franciji ali Nemčiji. Ti argumenti in razlikovanja so se po prvi svetovni vojni razblinili in po navodilih Friedländerja, Panofskega in Pächta raziskovalci zdaj to obdobje skorajda splošno opisujejo kot staronizozemsko slikarstvo, čeprav mnogi umetnostni zgodovinarji flamski izraz vidijo kot bolj pravilen.
V 14. stoletju, ko se je gotska umetnost umaknila mednarodni gotski dobi, so se v severni Evropi razvile številne šole. Zgodnja nizozemska umetnost je nastala v francoski dvorni umetnosti in je še posebej vezana na tradicijo in konvencije iluminiranih rokopisov. Sodobni umetnostni zgodovinarji vidijo dobo kot začetek z iluminatorji rokopisov iz 14. stoletja. Sledili so jim slikarji tabel, kot sta Melchior Broederlam in Robert Campin, slednji je na splošno veljal za prvega staronizozemskega mojstra, pri katerem je van der Weyden služil kot vajenec. Iluminacija je v regiji dosegla vrhunec v desetletjih po letu 1400, predvsem zaradi pokroviteljstva burgundskih in rodbine Valoijsko-Anžujskih, kot so Filip Drzni, Ludvik I. Anžu in Jean, vojvoda Berryjski. To pokroviteljstvo se je nadaljevalo v Nizozemskih deželah z burgundskimi vojvodami Filipom Dobrim in njegovim sinom Karlom Drznim. Povpraševanje po iluminiranih rokopisih se je proti koncu stoletja zmanjšalo, morda zaradi dragega proizvodnega procesa v primerjavi s poslikavo tabel. Kljub temu je iluminacija ostala priljubljena na luksuznem koncu tržnice, in grafike, tako gravure kot lesorezi, so našle nov množični trg, zlasti tistih umetnikov, kot sta Martin Schongauer in Albrecht Dürer.
Po van Eyckovih novostih je prva generacija nizozemskih slikarjev poudarila svetlobo in senco, elementi, ki jih običajno ni v iluminiranih rokopisih iz 14. stoletja. Svetopisemski prizori so bili upodobljeni z več naturalizma, zaradi česar je bila njihova vsebina gledalcem bolj dostopna, posamezni portreti pa so postali bolj vznemirljivi in živi. Johan Huizinga je dejal, da naj bi bila umetnost te dobe v celoti integrirana z vsakdanjo rutino, da bi »napolnila z lepoto« predano življenju v svetu, ki je tesno povezan z liturgijo in zakramenti. Po približno letu 1500 so se številni dejavniki obrnili proti razširjenemu severnjaškemu slogu, nenazadnje tudi vzponu italijanske umetnosti, katere komercialna privlačnost je začela konkurirati nizozemski umetnosti do leta 1510 in jo prehitela kakih deset let kasneje. Dva dogodka simbolično in zgodovinsko odražata ta premik: prevoz marmornatega kipa Madone z otrokom, ki ga je Michelangelo prevažal v Brugge leta 1506, in prihod Rafaelovih kartonov za tapiserije v Bruselj leta 1517, ki so jih v mestu pogosto videli. Čeprav je bil vpliv italijanske umetnosti kmalu razširjen po vsem severu, se je nato osredotočil na severne slikarje iz 15. stoletja, pri čemer je Michelangelova Madona temeljila na tipu, ki ga je razvil Hans Memling.
Nizozemsko slikarstvo se konča v najožjem pomenu s smrtjo Gerarda Davida leta 1523. Številni umetniki iz sredine in poznega 16. stoletja so ohranili številne konvencije in so pogosto, vendar ne vedno povezane s šolo. Slog teh slikarjev je pogosto močno v nasprotju s slogom prve generacije umetnikov. V začetku 16. stoletja so umetniki začeli raziskovati iluzionistične upodobitve treh dimenzij. Za sliko iz začetka 16. stoletja lahko vidimo, da neposredno izvira iz umetniških novosti in ikonografije dvajsetega stoletja, pri čemer nekateri slikarji, ki sledijo tradicionalnim in uveljavljenim oblikam in simboliki dvajsetega stoletja, še naprej proizvajajo kopije prej naslikanih del. Drugi so prišli pod vpliv renesančnega humanizma in se usmerili k sekularnim pripovednim ciklom, saj so biblijske podobe mešali z mitološkimi temami. Popoln odmik od sloga in vsebine sredine 15. stoletja ni bil viden do razvoja severnega manierizma okoli leta 1590. Prišlo je do precejšnjega prekrivanja in novosti od začetka do sredine 16. stoletja so lahko povezane z manierističnim slogom, vključno z naturalističnimi posvetnimi portreti, upodobitvami običajnega (v nasprotju z dvornim) življenjem in razvojem dovršenih krajin in mestnih krajin, ki so bile več kot le ozadje.

## Kronologija
Začetki staronizozemske šole ležijo v miniaturnih slikah pozne gotike. To se je prvič videlo pri iluminaciji rokopisa, ki je po letu 1380 prenašal nove ravni realizma, perspektive in spretnosti upodabljanja barv, dosegel vrhunec z brati Limbourg in nizozemskim umetnikom, znanim kot Umetnik G, ki mu običajno pripisujejo najpomembnejši list Torinsko-milanskega horarija. Čeprav njegova identiteta ni dokončno ugotovljena, naj bi bil Umetnik G, ki je deloval okoli leta 1420, Jan van Eyck ali njegov brat Hubert. Po besedah Georgesa Hulina de Looja prispevki Hand G za Torinsko-milanski horarij »predstavljajo najčudovitejšo skupino slik, ki so kdaj koli krasile katero koli knjigo in za svoje obdobje najbolj osupljivo delo, ki ga pozna zgodovina umetnosti«.
Jan van Eyckova uporaba olja kot medija je bila pomemben razvoj, ki je umetnikom omogočil veliko večje manipulacije z barvo. Umetnostni zgodovinar iz 16. stoletja Giorgio Vasari je trdil, da je van Eyck izumil uporabo oljne barve; trditev, ki je sicer pretirana kaže, v kolikšni meri je van Eyck pomagal razširjati tehniko. Van Eyck je uporabil novo stopnjo virtuoznosti, predvsem zato, ker je izkoristil dejstvo, da se olje tako počasi suši; to mu je dalo več časa in več prostora za mešanje in nanašanje plasti različnih pigmentov, njegovo tehniko pa sta Robert Campin in Rogier van der Weyden hitro sprejela in izpopolnila. Ti trije umetniki veljajo za najboljše in najbolj vplivne v zgodnji generaciji zgodnjih nizozemskih slikarjev. Njihov vpliv so čutili po vsej severni Evropi, od Češke in Poljske na vzhodu do Avstrije in Švabske na jugu.
Številni umetniki, ki so bili tradicionalno povezani z gibanjem, niso bili niti nizozemski niti flamski v sodobnem smislu. Van der Weyden se je rodil kot Roger de la Pasture v Tournaiju. Nemec Hans Memling in Estonec Michael Sittow sta delala na Nizozemskem v popolnoma nizozemskem slogu. Simona Marmiona pogosto štejejo za staronizozemskega slikarja, ker prihaja iz Amiensa, območja, ki mu občasno med letoma 1435 in 1471 vlada burgundski dvor. Burgundsko vojvodstvo je bilo na vrhuncu in novosti nizozemskih slikarjev so bile kmalu prepoznane po vsej celini. V času Van Eyckove smrti so njegove slike iskali bogati pokrovitelji po Evropi. Izvodi njegovih del so bili v veliki nakladi, kar je močno pripomoglo k širjenju nizozemskega sloga v srednji in južni Evropi. Takrat je bila srednjeevropska umetnost pod dvojnim vplivom inovacij iz Italije in s severa. Pogosto je izmenjava idej med Nizozemskimi deželami in Italijo privedla do pokroviteljstva plemstva, kot je bil Matija Korvin, madžarski kralj, ki je naročil rokopise iz obeh tradicij.
Prva generacija je bila pismena, dobro izobražena in večinoma iz srednjega sloja. Van Eyck in van der Weyden sta bila visoko postavljena na burgundskem dvoru, pri čemer je zlasti Van Eyck prevzel vloge, za katere je bila potrebna sposobnost branja latinščine; napisi na njegovih tablah kažejo, da je dobro obvladal latinščino in grščino. Številni umetniki so bili finančno uspešni in zelo iskani v Nizozemskih deželah ter pokroviteljih po Evropi. Številni umetniki, vključno z Davidom in Boutsom, so si lahko privoščili velika dela podariti cerkvam, samostanom in konventom po svoji izbiri. Van Eyck je bil valet de chambre na burgundskem dvoru in je imel enostaven dostop do Filipa Dobrega. Van der Weyden je bil preudaren vlagatelj v delnice in premoženje; Bouts je bil komercialno naravnan in se poročil z naslednico Katarino "Mettengelde" ('z denarjem'). Vrancke van der Stockt je vlagal v zemljo.
Vpliv zgodnjih nizozemskih mojstrov je dosegel umetnike, kot sta Stefan Lochner in slikar, znan kot Mojster Devičinega življenja, ki sta oba, ki sta delala v Kölnu sredi 15. stoletja, navdih črpala iz uvoženih del Van der Weydna in Boutsa. Nastale so nove in izrazite slikarske kulture; Na začetku 16. stoletja so bili Ulm, Nürnberg, Dunaj in München najpomembnejša umetniška središča v Svetem rimskem cesarstvu. Povpraševanje po grafikah se je povečalo (z uporabo lesorezov ali gravur na bakrenih ploščah) in drugih novostih, sposojenih iz Francije in južne Italije. Nekateri slikarji iz 16. stoletja so si močno izposodili tehnike in sloge dvajsetega stoletja. Tudi napredni umetniki, kot je Jan Gossaert, so delali kopije, na primer njegovo predelavo van Eyckove Madona v cerkvi. Gerard David je povezal sloge Brugeesa in Antwerpna, pogosto je potoval med mesti. Leta 1505 se je preselil v Antwerpen, ko je bil Quentin Matsys vodja lokalnega slikarskega ceha in sta postala prijatelja.
Do 16. stoletja so ikonografske novosti in slikarske tehnike, ki jih je razvil van Eyck, postale standard po vsej severni Evropi. Albrecht Dürer je posnemal van Eyckovo natančnost. Slikarji so uživali novo stopnjo spoštovanja in statusa; pokrovitelji niso več samo naročali del, temveč so jim dvorili, sponzorirali potovanja in jih izpostavljali novim in širokim vplivom. Hieronymus Bosch, aktiven v poznem 15. in začetku 16. stoletja, ostaja eden najpomembnejših in najbolj priljubljenih nizozemskih slikarjev. Bil je nenavaden, ker je večinoma zapustil realistične upodobitve narave, človeškega obstoja in perspektive, medtem ko je njegovo delo skoraj popolnoma brez italijanskih vplivov. Za njegova bolj znana dela so namesto tega značilni fantastični elementi, ki težijo k halucinaciji, do neke mere črpajo iz vizije pekla v Van Eyckovem Diptih Križanje in Poslednja sodba. Bosch je sledil svoji muzi, namesto da bi nagnil k moralizmu in pesimizmu. Njegove slike, zlasti triptihi, so med najpomembnejšimi in najbolj dovršenimi v pozno nizozemskem obdobju.
Reformacija je prinesla spremembe v pogledu in umetniškem izražanju, saj so posvetne in krajinske podobe prehitele svetopisemske prizore. Svete podobe so bile prikazane na didaktičen in moralističen način, pri čemer so verske osebnosti postale marginalizirane in potisnjene v ozadje. Pieter Bruegel starejši, eden redkih, ki je sledil Boschevemu slogu, je pomemben most med staronizozemskimi umetniki in njihovimi nasledniki. Njegovo delo ohranja številne konvencije iz 15. stoletja, vendar sta njegova perspektiva in teme izrazito moderna. Obsežne krajine so prišle do izraza na slikah, ki so bile začasno religiozne ali mitološke, njegovi žanrski prizori pa kompleksni, z odtenki verskega skepticizma in celo namigovanja nacionalizma.

## Tehnika in material
Campin, van Eyck in van der Weyden so naturalizem vzpostavili kot prevladujoč slog v severnoevropskem slikarstvu iz 15. stoletja. Ti umetniki so si prizadevali prikazati svet takšen, kakršen je bil v resnici in prikazati ljudi tako, da so videti bolj človeški, z večjo zapletenostjo čustev, kot so bila prej vidna. To prvo generacijo zgodnjih nizozemskih umetnikov je zanimala natančna reprodukcija predmetov (po Panofskyju so slikali »zlato, ki je bilo videti kot zlato«), pri čemer so pozorno spremljali naravne pojave, kot so svetloba, senca in odsev. Preselili so se iz ravne perspektive in začrtali figuracijo prejšnjega slikarstva v prid tridimenzionalnim slikovnim prostorom. Položaj gledalcev in njihov odnos do scene je prvič postal pomemben; v sliki Portret Arnolfinijev Van Eyck prizor priredi tako, kot da je gledalec pravkar vstopil v sobo z dvema figurama. Napredek v tehniki je omogočil veliko bogatejše, bolj svetleče in natančnejše predstavitve ljudi, pokrajin, notranjosti in predmetov.
Čeprav je uporabo olja kot veziva mogoče izslediti do 12. stoletja, novosti v njegovem ravnanju in manipulaciji določajo dobo. Jajčna tempera je bila prevladujoč medij do 1430-ih in čeprav proizvaja tako sijoče kot svetle barve, se hitro suši in je težko sredstvo za doseganje naturalističnih tekstur ali globokih senc. Olje omogoča gladke, prosojne površine in se lahko nanese v različnih debelinah, od drobnih linij do debelih širokih potez. Počasi se suši in z njim je enostavno upravljati, ko je še moker. Te značilnosti so omogočile več časa za dodajanje subtilnih podrobnosti in omogočile tehnike mokro na mokro. Barvni prehodi barve so možni, ker je mogoče dele vmesnih slojev barve obrisati ali odstraniti, ko se barva posuši. Olje omogoča razlikovanje med stopnjami odsevne svetlobe, od sence do svetlih žarkov in najmanjših upodobitev svetlobnih učinkov z uporabo prozornih glazur. Ta nova svoboda pri nadzoru svetlobnih učinkov je privedla do natančnejših in bolj realističnih prikazov površinskih tekstur; van Eyck in van der Weyden običajno kažeta, da svetloba pada na površine, kot so nakit, lesena tla, tekstil in gospodinjski predmeti.
Slike so bile najpogosteje narejene na lesu, včasih pa tudi na cenejšem platnu. Les je bil po navadi hrast, pogosto uvožen iz baltske regije, pri čemer so imele prednost radialno rezane plošče, za katere je manj verjetno, da se bodo zvile. Običajno so jo pred uporabo osušili in desko dobro uležali. Leseni nosilci omogočajo dendrokronološko datiranje, posebna uporaba baltskega hrasta pa namiguje na lokacijo umetnika. Plošče na splošno kažejo zelo visoko stopnjo izdelave. Lorne Campbell ugotavlja, da je večina »lepo izdelanih in dodelanih predmetov. Zelo težko je najti spoje«. Številni okvirji slik so bili spremenjeni, prebarvani ali pozlačeni v 18. in zgodnjem 19. stoletju, ko je bila običajna praksa, da se ločijo nizozemski kosi, da se lahko prodajo kot žanrski deli. Številne ohranjene table so naslikane na obeh straneh ali z nasprotno povezanimi družinskimi emblemi, grebeni ali pomožnimi orisnimi skicami. Pri enojnih tablah so oznake na hrbtni strani pogosto popolnoma nepovezane s sprednjo stranjo in so lahko kasnejši dodatki ali, kot domneva Campbell, »narejeni za umetnikovo zabavo«. Barvanje obeh strani table je bilo praktično, saj je preprečevalo upogibanje lesa. Običajno so bili okviri izdelani pred obdelavo posameznih tabel.
Lepilo za vezivo se je pogosto uporabljalo kot poceni alternativa olju. Narejena so bila številna dela s tem medijem, vendar so le redka preživela so danes zaradi občutljivosti platnene tkanine in topnosti lepila za kožo, iz katerega je bilo vezivo pridobljeno. Dobro znani in razmeroma dobro ohranjeni - čeprav znatno poškodovani - primeri so Matsysova Devica in otrok s svetnicama Barbaro in Katarino (ok. 1415–25)  in Boutsova Polaganje v grob (ok. 1440–55). Barva je bila običajno nanesena s čopiči ali včasih s tankimi palicami ali ročaji za krtače. Umetniki so pogosto s prsti zmehčali obris senc, da bi včasih popivnali ali zmanjšali glazuro.

## Cehi in delavnice
V 15. stoletju je bil pokroviteljev obisk mojstrske delavnice najpogostejši način naročanja dela. Le določeno število mojstrov je lahko delovalo v mejah katerega koli mesta; urejali so jih obrtniški cehi, ki so jim morali biti pridruženi, da so lahko delovali in prejemali naročila. Cehi so ščitili in urejali slikarstvo, nadzirali proizvodnjo, izvozno trgovino in oskrbo s surovinami; in ohranili so ločena pravila za slikarje tabel, slikarje tkanin in iluminatorje knjig. Pravila na primer določajo višje zahteve glede državljanstva za miniaturiste in jim prepovedujejo uporabo olj. Na splošno so slikarji tabel uživali najvišjo stopnjo zaščite, slikarji tkanin pa so se uvrstili spodaj.
Članstvo v cehu je bilo zelo omejeno, dostop pa novincem otežen. Mojster naj bi služil vajeništvo v svoji regiji in pokazal dokazilo o državljanstvu, ki ga je bilo mogoče dobiti z rojstvom v mestu ali z nakupom. Vajeništvo je trajalo štiri do pet let, končalo pa se je z izdelavo 'mojstrovine', ki je dokazala njegovo obrtniško sposobnost in plačilom precejšnje vstopnine. Sistem je bil s sistemom pristojbin protekcionističen na lokalni ravni. Čeprav si je prizadeval zagotoviti visoko kakovost članstva, je bil samoupravni organ, ki je po navadi favoriziral bogate prosilce. Cehovske povezave se včasih pojavijo na slikah, najbolj znana je v Van der Weydenova Snemanje s križa, v katerem je Kristusovo telo dobilo t-obliko samostrela, da odraža njegovo naročilo za kapelo leuvenskega ceha lokostrelcev.
Delavnice so običajno sestavljale družinski dom za mojstra in prenočišče za vajence. Mojstri so običajno sestavljali popis vnaprej poslikanih tabel, pa tudi vzorce ali orisne zasnove za prodajo. S prvim je bil mojster odgovoren za celotno zasnovo slike in je običajno slikal ključne dele, kot so obrazi, roke in vezeni deli oblačil figure. Bolj prozaični elementi bi bili prepuščeni asistentom; v mnogih delih je mogoče zaznati nenadne premike v slogu, pri čemer je bolj znan primer razmeroma šibek odlomek Deesis v van Eyckovem Diptihu Križanje in Poslednja sodba. Pogosto je bila mojstrska delavnica zasedena tako z reprodukcijo kopij preizkušenih komercialno uspešnih del kot z oblikovanjem novih kompozicij, ki so bile posledica naročil. V tem primeru je mojster navadno izdelal podris ali celotno kompozicijo, ki so jo naslikali pomočniki. Posledično so številna ohranjena dela, ki dokazujejo prvovrstne kompozicije, a nenavdihnjeno izdelavo, pripisano članom delavnice ali sledilcem.

## Pokrovitelji
Doseg in vpliv burgundskih vojvod je v 15. stoletju pomenil, da so prevladovali razredi trgovcev in bankirjev Nizozemskih dežel. V začetku do sredine stoletja se je močno povečala mednarodna trgovina in domače bogastvo, kar je povzročilo ogromno povečanje povpraševanja po umetnosti. Umetniki s tega območja so pokroviteljstvo pritegnili z baltske obale, severnonemške in poljske regije, Iberskega polotoka, Italije ter močnih družin Anglije in Škotske. Sprva so mojstri delovali kot trgovci in se udeleževali sejmov, kjer so lahko kupili tudi okvirje, plošče in pigmente. Sredi stoletja je bil razvoj umetniškega trgovanja poklic; dejavnost je postala izključno komercialno usmerjena, v njej prevladuje trgovski razred.
Manjša dela običajno niso nastajala po naročilu. Mojstri so pogosteje predvidevali formate in slike, ki bodo najbolj iskane, člani delavnice pa so nato razvili njihove zasnove. Gotove slike so prodajali na redno organiziranih sejmih ali pa so kupci lahko obiskali delavnice, ki so bile običajno zbrane na določenih območjih večjih mest. Mojstri so smeli razstavljati v svojih sprednjih oknih. To je bil tipičen način za tisoče panojev, izdelanih za srednji sloj - mestne oblasti, duhovščino, člane ceha, zdravnike in trgovce.
Manj drage platnene slike (tüchlein) so bile pogostejše v gospodinjstvih srednjega razreda in zapisi kažejo veliko zanimanje za verske poslikave v domači lasti. Pripadniki trgovskega razreda so običajno naročali manjše posvečene table, ki so vsebovale določeno temo. Spremembe so se razlikovale od dodajanja individualiziranih tabel v montažni vzorec do vključitve portreta darovalca. Dodajanje grbov je bilo pogosto edina sprememba - dodatek, ki ga vidimo v Van der Weydenovi Sveti Luka riše Devico, ki obstaja v več različicah.
Številni burgundski vojvode so si lahko privoščili ekstravagantnost po svojem okusu. Filip Dobri je sledil zgledu, ki so ga prej v Franciji postavili njegovi prastrici, vključno Jean, vojvoda Berryjski, in sicer tako, da je postal močan pokrovitelj umetnosti in naročil veliko število umetniških del. Na burgundski dvor se je gledalo kot na razsodnika okusa, njihovo cenjenje pa je spodbudilo povpraševanje po zelo razkošnih in dragih iluminiranih rokopisih, tapiserijah z zlatimi robovi in skodelicah, obrobljenih z dragulji. Njihov apetit po finosti se je skozi njihov dvor in plemiče spuščal med ljudi, ki so v 1440-ih in 1450-ih večinoma naročali lokalnim umetnikom v Bruggeu in Gentu. Medtem ko nizozemske table niso imele notranje vrednosti, kot so na primer predmeti iz plemenitih kovin, so jih dojemali kot dragocene predmete in so v prvem rangu evropske umetnosti. V dokumentu iz leta 1425, ki ga je napisal Filip Dobri, je razloženo, da je slikarja najel za »izvrstno delo, ki ga opravlja v svoji obrti«. Jan van Eyck je Oznanjenje izdelal, ko je bil zaposlen pri Filipu, Rogier van der Weyden pa je v 1440-ih postal vojvodov portretist.
Burgundska vladavina je ustvarila velik razred dvorjanov in funkcionarjev. Nekateri so pridobili ogromno moč in naročili slike, da prikažejo svoje bogastvo in vpliv. Državljanski voditelji so naročili tudi dela večjih umetnikov, kot so Boutsova   Pravica cesarja Otona III. , Van der Weydenova Trajanova in Herkinbaldova pravica ter Davidova   Kambisova pravica. Državljanska naročila so bila manj pogosta in niso bila tako donosna, vendar so opozorila in povečala ugled slikarja, kot pri Memlingu, katerega oltarna slika sv. Janeza za Bruggesov Sint-Janshospitaal mu je prinesla dodatna državljanska naročila.
Bogato tuje pokroviteljstvo in razvoj mednarodne trgovine sta uveljavljenim mojstrom omogočila, da so sestavili delavnice s pomočniki. Čeprav so prvovrstni slikarji, kot sta bila Petrus Christus in Hans Memling, našla pokrovitelje med lokalnim plemstvom, sta poskrbela posebej za tuje prebivalstvo v Bruggeu. Slikarji niso izvažali le blaga, temveč tudi sebe; tuji knezi in plemstvo, ki so si prizadevali posnemati razkošje burgundskega dvora, so najeli te slikarje.

## Ikonografija
Za slike prve generacije nizozemskih umetnikov je pogosto značilna uporaba simbolike in sklicevanje na Sveto pismo. Van Eyck je bil pionir, njegove inovacije pa so prevzeli in razvili van der Weyden, Memling in Christus. Vsi so uporabljali bogate in zapletene ikonografske elemente, da bi ustvarili večji občutek sodobnih prepričanj in duhovnih idealov. Moralno dela izražajo boječ pogled, skupaj s spoštovanjem zadržanosti in stoicizma. Slike predvsem poudarjajo duhovno nad zemeljskim. Ker je bil Marijin kult takrat na vrhuncu, močno prevladujejo ikonografski elementi, povezani z Marijinim življenjem.
Craig Harbison opisuje mešanje realizma in simbolike kot morda »najpomembnejši vidik zgodnje flamske umetnosti«. Prva generacija nizozemskih slikarjev se je ukvarjala s tem, da so verski simboli postali bolj realistični. Van Eyck je vključeval najrazličnejše ikonografske elemente in pogosto posredoval tisto, kar je videl kot soobstoj duhovnega in materialnega sveta. Ikonografija je bila v delo vpeta nevsiljivo; običajno so reference vsebovale majhne, a ključne podrobnosti v ozadju. Vgrajeni simboli naj bi se stopili v prizore in »so bili namerna strategija za ustvarjanje izkušnje duhovnega razodetja«. Zlasti Van Eyckove religiozne slike »gledalcu vedno predstavljajo spremenjen pogled na vidno resničnost«.  Zanj je vsak dan harmonično prežet s simboliko, tako da so bili po Harbisonu »opisni podatki preurejeni ... tako, da niso ponazorili zemeljskega obstoja, ampak tisto, kar je menil za nadnaravno resnico«. Ta mešanica zemeljskega in nebeškega dokazuje van Eyckovo prepričanje, da je »bistveno resnico krščanskega nauka« mogoče najti v »zakonski zvezi sekularnega in svetega sveta, resničnosti in simbola«.  Upodablja prevelike Madone, katerih nerealna velikost kaže na ločenost med nebeškimi in zemeljskimi, vendar jih je postavil v vsakdanje okoliščine, kot so cerkve, domače sobe ali sedeča z dvornimi uradniki.
Toda zemeljske cerkve so močno okrašene z nebeškimi simboli. Nebeški prestol je jasno zastopan v nekaterih domačih sobah (na primer v Lucca Madona). Težje jih je zaznati v nastavitvi za sliko, kot je Madona kanclerja Rolina, kjer je lokacija zlitje zemeljskega in nebesnega. Ikonografija Van Eycka je pogosto tako gosto in zapleteno naložena, da si je treba delo večkrat ogledati, še preden je očiten tudi najbolj očiten pomen elementa. Simboli so bili pogosto prefinjeno vtkani v slike, tako da so postali očitni šele po natančnem in večkratnem ogledu, medtem ko velik del ikonografije odraža misel, da po Johnu Wardu obstaja »obljubljeni prehod iz greha in smrti v zveličanje in ponovno rojstvo«.
Drugi umetniki so simboliko uporabljali bolj prozaično, kljub velikemu vplivu van Eycka na njegove sodobnike in poznejše umetnike. Campin je pokazal jasno ločitev med duhovnim in zemeljskim kraljestvom; za razliko od van Eycka ni uporabil programa skrite simbolike. Campinovi simboli ne spreminjajo občutka resničnega; na njegovih slikah domača scena ni nič bolj zapletena kot tista, ki prikazuje religiozno ikonografijo, toda takšna, ki bi jo gledalec prepoznal in razumel. Van der Weydnova simbolika je bila veliko bolj niansirana kot Campinova, vendar ne tako gosta kot van Eyckova. Po besedah Harbisona je van der Weyden svoje simbole vključeval tako skrbno in tako izvrstno, da se »zdi, da niti mistične združbe, ki je rezultat njegovega dela, niti njegove resničnosti same, ni mogoče racionalno analizirati, razložiti ali rekonstruirati«. Njegova obravnava arhitekturnih detajlov, niš, barv in prostora je predstavljena na tako nerazložljiv način, da »so določeni predmeti ali ljudje, ki jih vidimo pred seboj, nenadoma, žalostno, postali simboli z versko resnico«.
Slike in drugi dragoceni predmeti so bili pomembna pomoč v verskem življenju tistih, ki so si jih lahko privoščili. Molitev in meditativno premišljevanje sta bila sredstvo za dosego odrešenja, medtem ko so lahko zelo bogati tudi gradili cerkve (ali širili obstoječe) ali naročali umetnine ali druge votivne predmete kot sredstvo, ki bi zagotovilo odrešenje v posmrtnem življenju. Izdelano je bilo ogromno slik Devica in otrok, originalni modeli pa so bili široko kopirani in izvoženi. Številne slike so temeljile na bizantinskih prototipih 12. in 13. stoletja, med katerimi je verjetno najbolj znana Cambraiška Madona. Na ta način so se tradicije prejšnjih stoletij absorbirale in ponovno razvile kot izrazito bogata in zapletena ikonografska tradicija.
Marijanska pobožnost je rasla od 13. stoletja, večinoma se je oblikovala okoli konceptov Brezmadežnega spočetja in njenega Vnebovzetja v nebesa. V kulturi, ki je častila posedovanje relikvij kot sredstvo za približevanje zemeljskega božanskemu, Marija ni pustila nobenih telesnih relikvij in je tako zasedla poseben položaj med nebesi in človeštvom. Do začetka 15. stoletja je Marija v krščanskem nauku postala pomembnejša do te mere, da so jo pogosto obravnavali kot najdostopnejšo priprošnjo pri Bogu. Menili so, da je dolžina, ki bi jo moral trpeti vsak človek v limbu, sorazmerna z njegovo predanostjo na zemlji. Marijino češčenje je doseglo vrhunec v začetku 15. stoletja, v dobi, ki je videla nenehno povpraševanje po delih, ki prikazujejo njeno podobo. Od sredine 15. stoletja so bili nizozemski prikazi Kristusovega življenja po navadi osredotočeni na ikonografijo Moža žalosti.
Nekateri so si lahko privoščili naročene donatorske portrete. Takšno naročilo je bilo običajno izvršeno kot del triptiha ali kasneje kot bolj ugoden diptih. Van der Weyden je populariziral obstoječo severno tradicijo polovičnih Marijinih portretov. Ti so posnemali 'čudežne' bizantinske ikone, ki so bile takrat priljubljene v Italiji. Oblika je postala izjemno priljubljena na severu in njegove novosti so pomemben dejavnik, ki je prispeval k nastanku Marijinega diptiha.

## Formati
Čeprav so nizozemski umetniki znani predvsem po svojih tablah, njihova proizvodnja vključuje različne formate, vključno z iluminiranimi rokopisi, skulpturami, tapiserijami, izrezljanimi retabli, vitraji, medeninastimi predmeti in izrezljanimi grobnicami. Po besedah umetnostne zgodovinarke Susie Nash je do začetka 16. stoletja regija vodila na področju skoraj vseh vidikov prenosne vizualne kulture, »s strokovnim znanjem in tehnikami izdelave na tako visoki ravni, da jim nihče drug ni mogel konkurirati«. Burgundski dvor je dajal prednost tapiserijam in kovinarstvu, kar je dobro zabeleženo v ohranjeni dokumentaciji, medtem ko je povpraševanje po tablah manj očitno - morda so bile manj primerne za potujoč dvor. Stenske zavese in knjige so delovale kot politična propaganda in kot sredstvo za predstavitev bogastva in moči, medtem ko so bili portretom manj naklonjeni. Po mnenju Maryan Ainsworth naj bi bili tisti, ki so bili naročeni, poudarjali nasledstvene črte, na primer Van der Weydenov portret Karla Drznega; ali za zaroke, kot v primeru izgubljene van Eyckove slike Portret Izabele Portugalske.
Verske slike so bile naročene za kraljeve in vojvodske palače, za cerkve, bolnišnice in samostane ter za bogate klerikalce in zasebne donatorje. Bogatejša mesta so naročila gradnjo svojih posvetnih stavb. Umetniki so pogosto delali v več medijih; Van Eyck in Petrus Christus naj bi prispevala k rokopisom. Van der Weyden je oblikoval tapiserije, čeprav jih je malo ohranjenih.  Nizozemski slikarji so bili odgovorni za številne novosti, vključno z napredkom formata diptiha, konvencijami donatorskih portretov, novimi konvencijami za marijanske portrete in z deli, kot sta van Eyckova Madona kanclerja Rolina in van der Weydenova Sveti Luka riše Devico v 1430-ih je postavil temelje za razvoj krajinskega slikarstva kot samostojne zvrsti.

### Iluminirani rokopisi
Pred sredino 15. stoletja so iluminirane knjige veljale za višjo obliko umetnosti kot slikanje tabel, njihove okrašene in razkošne lastnosti pa so bolje odražale bogastvo, status in okus njihovih lastnikov. Rokopisi so bili idealno primerni za diplomatska darila ali daritve v spomin na dinastične zakonske zveze ali druge večje dvorne priložnosti. Od 12. stoletja so v specializiranih samostanskih delavnicah (v francoskih knjižnicah) izdelovali horarije (zbirke molitev v kanoničnih urah), psaltre, molitvenike in kronike ter knjige o romantiki in poeziji. Na začetku 15. stoletja so na severnoevropskem trgu prevladovali gotski rokopisi iz Pariza. Njihova priljubljenost je bila deloma posledica izdelave cenovno ugodnejših miniatur z enim listom, ki jih je bilo mogoče vstaviti v nepojasnjene horarije. Ti so bili včasih ponujeni na serijski način, namenjen spodbujanju pokroviteljev, da »vključijo toliko slik, kolikor so si jih lahko privoščili«, kar jih je jasno predstavljalo kot modni predmet, a tudi kot obliko cerkvenega odpustka. Posamezni listi so imeli lahko tudi drugačno rabo kot vložki; lahko so jih pritrdili na stene kot pripomoček za zasebno meditacijo in molitev, kot je razvidno iz Christusove table 1450–6060 Portret mladeniča, zdaj v Narodni galeriji, ki prikazuje majhen list z besedilom na ikoni Veronikin prt poslikan s Kristusovo glavo. Francoske umetnike so od sredine 15. stoletja po značaju prehiteli mojstri v Gentu, Bruggeu in Utrechtu. Angleška produkcija, nekoč najvišje kakovosti, je močno upadla in razmeroma malo italijanskih rokopisov je šlo severno od Alp. Vendar se francoski mojstri niso zlahka odrekli svojemu položaju in celo leta 1463 so svoje cehe pozvali, naj uvedejo sankcije proti nizozemskim umetnikom.
Okrašeni Sijajni horarij vojvode Berrijskega bratov Limbourg morda pomeni tako začetek kot vrhunec nizozemske iluminacije. Kasneje je Mojster legende o sveti Luciji raziskal isto mešanico iluzionizma in realizma. Kariera Limbourgov se je končala tako, kot se je začela van Eyckova - do leta 1416 so vsi bratje (nobeden od njih ni dopolnil 30 let) in njihov pokrovitelj Jean, vojvoda od Berryjski, umrli, najverjetneje zaradi kuge. Van Eyck naj bi kot anonimni umetnik, znan kot Umetnik G, prispeval nekaj bolj cenjenih miniatur Torinsko-milanskega horarija. Številne ilustracije iz tega obdobja kažejo na močno slogovno podobnost z Gerardom Davidom, čeprav ni jasno, ali so iz njegovih rok ali iz sledilcev.
Številni dejavniki so privedli do priljubljenosti nizozemskih iluminatorjev. Primarna je bila tradicija in strokovno znanje, ki se je v regiji razvilo v stoletjih po samostanski reformi 14. stoletja in temeljilo na rasti števila in pomembnosti samostanov, opatij in cerkva iz 12. stoletja, ki so že ustvarili veliko število liturgičnih besedil. Bil je močan politični vidik; oblika je imela veliko vplivnih pokroviteljev, kot so Jean, vojvoda Berryjski in Filip Dobri, slednji pa je pred svojo smrtjo zbral več kot tisoč iluminiranih knjig. Po Thomasu Krenu je bila Filipova »knjižnica izraz človeka kot krščanskega princa in utelešenje države - njegove politike in avtoritete, njegove učenosti in pobožnosti«. Zaradi njegovega pokroviteljstva se je rokopisna industrija v Nizozemskih deželah razvila tako, da je več generacij prevladovala v Evropi. Tradicija burgundskega zbiranja knjig se je prenesla na Filipovega sina in njegovo ženo, Karla Drznega in Margareto Yorško; njegova vnukinja Marija Burgundska in njen mož Maksimilijan I. in svojemu zetu Edwardu IV., ki je bil navdušen zbiralec flamskih rokopisov. Knjižnici, ki sta jih zapustila Filip in Edward IV., sta tvorili jedro, iz katerega sta nastali Kraljeva knjižnica Belgije in Angleška kraljeva knjižnica.
Nizozemski iluminatorji so imeli pomemben izvozni trg, saj so številna dela oblikovali posebej za angleški trg. Po upadu domačega pokroviteljstva po smrti Karla Drznega leta 1477 je izvozni trg postal pomembnejši. Iluminatorji so se na razlike v okusu odzvali s tem, da so ustvarili bolj razkošna in ekstravagantno okrašena dela po meri tujih elit, med njimi Edwarda IV. Angleškega, Jakoba IV. Škotskega in Eleanor Viseu.
Slikanje tabel in iluminacija sta se v precejšnji meri prekrivala; van Eyck, van der Weyden, Christus in drugi slikarji so oblikovali rokopisne miniature. Poleg tega bi si miniaturisti motive in ideje izposojali na tablah; Campinovo delo je bilo na ta način pogosto uporabljeno kot vir, na primer v Horariju Raoula d'Aillyja. Pogosto si je delilo naročila več mojstrov, pri čemer so pomagali mlajši slikarji ali strokovnjaki, zlasti pri podrobnostih, kot so okraski robov, ki so jih nazadnje pogosto delale ženske. Mojstri so se redko podpisovali pod svoje delo, kar je oteževalo pripisovanje; identitete nekaterih pomembnejših iluminatorjev so izgubljene.
Nizozemski umetniki so našli vedno bolj iznajdljive načine, kako poudariti in razlikovati svoje delo od rokopisov iz okoliških držav; takšne tehnike so vključevale oblikovanje zapletenih robov strani in oblikovanje načinov za povezovanje obsega in prostora. Raziskovali so medsebojno delovanje treh bistvenih sestavnih delov rokopisa: obrobe, miniature in besedila. Primer je Nassauova knjiga ur (ok. 1467–80, nemško Stundenbuch der Maria von Burgund) dunajskega mojstra Marije Burgundske, v kateri so robovi okrašeni z velikimi iluzionističnimi cvetovi in žuželkami. Ti elementi so svoj učinek dosegli z barvanjem, kot bi bili razpršeni po pozlačeni površini miniatur. To tehniko je med drugim nadaljeval flamski mojster Jakoba IV. Škotskega (verjetno Gerard Horenbout), znan po svoji inovativni postavitvi strani. Z različnimi iluzionističnimi elementi je pogosto zabrisal mejo med miniaturo in njenim robom, pri čemer je oboje pogosto uporabljal za napredovanje pripovedi svojih prizorov.
V začetku 19. stoletja je zbirka nizozemskih izrezov iz 15. in 16. stoletja, kot miniature ali deli za albume, postala modna med poznavalci, kot je William Young Ottley, kar je privedlo do uničenja številnih rokopisov. Izvirniki so bili zelo iskani, oživitev, ki je pomagala k ponovnemu odkritju nizozemske umetnosti v poznejšem delu stoletja. 

### Tapiserije
Sredi 15. stoletja je bila tapiserija eden najdražjih in najbolj cenjenih umetniških izdelkov v Evropi. Komercialna proizvodnja se je od začetka 15. stoletja širila po Nizozemski in severni Franciji, zlasti v mestih Arras, Brugge in Tournai. Tehnična sposobnost teh obrtnikov je bila takšna, da je papež Julij II. leta 1517 poslal Rafaelove kartone v Bruselj, da bi jih stkali v tapiserije. Takšne tkane stenske zavese so igrale osrednjo politično vlogo kot diplomatska darila, zlasti v večjem formatu; Filip Dobri je več udeležencev obdaril na kongresu v Arrasu leta 1435 med stoletno vojno, kjer so bile dvorane pregrnjene od zgoraj navzdol in povsod s tapiserijami, ki so prikazovale prizore Bitke in strmoglavljenja ljudi iz Liegea. Na poroki Karla Drznega in Margarete Yorške je bila soba »obešena z draperijami iz volne, modre in bele, na straneh pa je bila bogata tapiserija, stkana s podobo Jazon in zlato runo. Sobe so bile običajno obešene od stropa do tal s tapiserijami, nekatere sobe pa so bile poimenovane po nizu tapiserij, na primer soba Filipa Drznega, imenovana po naboru belih tapiserij s prizori iz Romana o roži. V obdobju Burgundije so približno dve stoletji mojstri tkalci izdelali »nešteto serij obešank, težkih z zlatimi in srebrnimi nitmi, kakršnih svet še ni videl«.
Praktična uporaba tekstila je posledica njihove prenosljivosti; tapiserije so omogočale enostavno sestavljanje notranje dekoracije, primerne za verske ali državljanske obrede. Njihova vrednost se odraža v njihovem umeščanju v sodobne inventarje, v katerih so običajno na vrhu zapisa, nato razvrščene glede na njihov material ali barvo. Bela in zlata barva sta bili najvišje kakovosti. Karel V. Francoski je imel 57 tapiserij, od tega 16 belih. Jean de Berry jih je imel v lasti 19, medtem ko so Marija Burgundska, Isabella Valois, Isabeau Bavarska in Filip Dobri hranili znatne zbirke.
Proizvodnja tapiserije se je začela z oblikovanjem. Načrti ali kartoni so bili običajno narejeni na papirju ali pergamentu, sestavili so jih usposobljeni slikarji, nato pa so jih poslali tkalcem, pogosto na velike razdalje. Ker je bilo kartone mogoče ponovno uporabiti, so obrtniki pogosto delali na izvirnem materialu, ki je bil star več desetletij. Ker sta papir in pergament zelo pokvarljiva, je ohranjenih malo originalnih kartonov. Ko bi se o načrtu dogovorili, bi lahko njegovo proizvodnjo razdelili med številne tkalce. Statve so bile aktivne v vseh večjih flamskih mestih, v večini mest in v številnih vaseh.
Statve niso nadzorovali cehi. Odvisno od delovne sile migrantov so njihovo komercialno dejavnost vodili podjetniki, ki so bili običajno slikarji. Podjetnik bi poiskal in naročil pokrovitelje, imel zaloge kartonov in priskrbel surovine, kot so volna, svila ter včasih zlato in srebro - ki jih je bilo pogosto treba uvoziti. Podjetnik je bil v neposrednem stiku s pokroviteljem in pogosto sta šla skozi odtenke oblikovanja tako pri kartonu kot v zaključni fazi. Ta pregled je bil pogosto težaven posel in je zahteval občutljivo vodenje; leta 1400 je Isabeau Bavarska zavrnila kompletno postavitev Colarta de Laona, ki je prej odobril načrte, kar je bilo za de-Laona - in verjetno njegovega naročnika - precejšnja zadrega.
Ker so tapiserije v glavnem oblikovali slikarji, so njihove formalne konvencije tesno usklajene s konvencijami panelnega slikanja. To še posebej velja za poznejše generacije slikarjev iz 16. stoletja, ki so ustvarjali panorame nebes in pekla. Harbison opisuje, kako zapletene, goste in prekrivane podrobnosti Boschevega Vrta zemeljskih užitkov spominjajo »v svoji natančni simboliki ... na srednjeveško tapiserijo«.

### Triptihi in oltarni nastavki
Triptihi in poliptihi iz severnih dežel so bili po Evropi priljubljeni od konca 14. stoletja, največje povpraševanje pa je trajalo do začetka 16. stoletja. V 15. stoletju je bil to najpogosteje izdelan format slikanja tabel. Večinoma z versko tematiko, so bili na voljo v dveh velikostih: manjša, prenosna zasebna nabožna dela ali večji oltarji za liturgično opremo. Najzgodnejši severni primeri so sestavljena dela, ki vključujejo graviranje in slikanje, po navadi z dvema poslikanima kriloma, ki ju je mogoče zložiti nad izrezljanim osrednjim korpusom.
Poliptihe so izdelovali bolj usposobljeni mojstri. Zagotavljali so večje možnosti za spremembe in večje število možnih kombinacij notranjih in zunanjih tabel, ki si jih je bilo mogoče ogledati hkrati. To, da bi se lahko odpirala in zapirala dela na tečajih, je imelo praktični namen; na verske praznike so bolj prozaične in vsakdanje zunanje table zamenjali razkošni notranji paneli. Gentski oltar, dokončan leta 1432, je imel različne konfiguracije za delavnike, nedelje in cerkvene praznike.
Prva generacija nizozemskih mojstrov si je številne običaje izposodila od italijanskih oltarnih slik iz 13. in 14. stoletja. Konvencije za italijanske triptihe pred letom 1400 so bile precej toge. V osrednjih tablah so sredino zasedali člani Svete družine; za zgodnja dela, zlasti iz sienske ali florentinske šole, so bile pretežno značilne podobe ustoličene Device, postavljene na pozlačenem ozadju. Krila po navadi vsebujejo različne angele, donatorje in svetnike, brez neposrednega očesnega stika in le redke pripovedne povezave s figurami na osrednji tabli. Nizozemski slikarji so mnoge od teh konvencij prilagodili, vendar so jih spremenili skoraj od samega začetka. Van der Weyden je bil še posebej inovativen, kar je bilo razvidno iz njegovega Oltar Miraflores v letih 1442–45 in ok. 1452 Triptih družine Braque. Na teh slikah se člani Svete družine pojavljajo na krilih namesto zgolj na osrednjih tablah, slednje pa je opazno po neprekinjeni pokrajini, ki povezuje tri notranje table. Od 1490-ih je Hieronymus Bosch naslikal vsaj 16 triptihov, najboljši med njimi pa je spodkopal obstoječe konvencije. Boschevo delo je nadaljevalo premik k sekularizmu in poudarjalo krajino. Bosch je poenotil tudi prizore notranjih tabel. [127
Triptihi so bili naročeni od nemških pokroviteljev v 1380-ih, velik izvoz pa se je začel okoli leta 1400. Le malo teh zgodnjih primerov je ohranjenih, povpraševanje po nizozemskih oltarnih slikah po vsej Evropi je razvidno iz številnih primerov, ki so še vedno ohranjeni v cerkvah po celini. Till-Holger Borchert opisuje, kako so postali »prestiž, ki so ga v prvi polovici 15. stoletja lahko dosegle le delavnice burgundske Nizozemske«. Do 1390-ih so bili nizozemski oltarji izdelani večinoma v Bruslju in Bruggeu. Priljubljenost bruseljskih oltarnih nastavkov je trajala približno do leta 1530, ko se je povečala proizvodnja delavnic v Antwerpnu. To je bilo deloma zato, ker so proizvajali z nižjimi stroški z razdeljevanjem različnih delov tabel med člane specializiranih delavnic, kar Borchert opisuje kot zgodnjo obliko delitve dela.
Ko je sredi 16. stoletja v ospredje prišel manirizem Antwerpna, so večdelne nizozemske slike padle v nemilost in so veljale za staromodne. Kasneje jih je ikonoklazem reformacije označil za žaljive in mnoga dela v Nizozemskih dežel so bila uničena. Ohranjeni primeri so večinoma v nemških cerkvah in samostanih. Ko so povpraševanja po posvetnih delih naraščala, so bili triptihi pogosto razdeljeni in prodani kot posamezna dela, zlasti če je tabla ali del vseboval sliko, ki bi lahko bila posvetni portret. Panel je bil včasih obrezan le na sliko, ozadje pa je bilo prebarvano, tako da je »zgledal dovolj žanrsko, da je lahko visel v znani zbirki nizozemskih slik iz 17. stoletja«.

### Diptihi
Diptihi so bili zelo priljubljeni v severni Evropi od sredine 15. do začetka 16. stoletja. Sestavljeni so bili iz dveh enako velikih tabel, ki sta jih spojila tečaja (ali redkeje fiksni okvir);  tabli sta bili običajno tematsko povezani. Tabli je bilo mogoče odpirati in zapirati kot knjigo, kar omogoča notranji in zunanji pogled, medtem ko je sposobnost zapiranja kril omogočala zaščito notranjih slik. Diptihi, ki izvirajo iz konvencije horarija, so običajno delovali kot cenejši in bolj prenosni oltarji. Običajno so bili skoraj miniaturni, nekateri so posnemali srednjeveško 'zlatarsko umetnost' - majhne koščke iz zlata ali slonovine. Izdelki, kot je Van der Weydnova Devica na prestolu in otrok, odražajo rezbarjenje slonovine tega obdobja. Format sta po naročilu članov rodbine Valoijsko-Burgundskih prilagodila van Eyck in van der Weyden, dodelili pa so jo Hugu van der Goesu, Hansu Memlingu in kasneje Janu van Scorelu. 
Nizozemski diptihi po navadi ponazarjajo le majhen obseg verskih prizorov. Obstajajo številne upodobitve Device in otroka, ki odražajo tedanjo priljubljenost Device kot predmeta pobožnosti. Notranje table so sestavljali v glavnem portreti donatorjev - pogosto mož in njihovih žena - skupaj s svetniki ali Devico in otrokom. Darovalca so skoraj vedno prikazovali, kako kleči v polni ali polovični velikosti, z rokami v molitvi. Devica in otrok sta vedno nameščena na desni, kar odraža krščansko spoštovanje do desne strani kot 'častnega mesta' ob božanskem.
Njihov razvojni in komercialni pomen je bil povezan s spremembo verskega odnosa v 14. stoletju, ko je postajala vse bolj priljubljena meditativna in samotna predanost, ki jo ponazarja gibanje Devotio Moderna (moderna pobožnost, gibanje za versko reformo, ki je pozvalo k apostolski prenovi s ponovnim odkritjem resničnih pobožnih praks, kot so ponižnost, poslušnost in preprostost življenja). Spodbujalo se je zasebno razmišljanje in molitev, temu namen pa je ustrezal tudi mali diptih. Postal je priljubljen med novo nastajajočim srednjim razredom in premožnejšimi samostani po Nizozemskih deželah in severni Nemčiji. Ainsworth pravi, da je nizozemsko slikarstvo ne glede na velikost, bodisi velik oltar ali majhen diptih, »stvar majhnega obsega in natančnih podrobnosti«. Majhnost je bila namenjena temu, da gledalca premami v meditativno stanje za osebno predanost in morda za »izkušnjo čudežnih vizij«.
Tehnični pregled poznega 20. stoletja je pokazal pomembne razlike v tehniki in slogu med tablami posameznih diptihov. Tehnične nedoslednosti so lahko posledica sistema delavnic, pri katerem so bolj prozaične odlomke pogosto dopolnjevali pomočniki. Po besedah zgodovinarja Johna Handa je mogoče opaziti spremembo sloga med tablami, ker je božanska tabla običajno temeljila na splošnih modelih, prodanih na prostem trgu, pri čemer je bila donatorska tabla dodana po iskanju pokrovitelja.
Le malo nedotaknjenih diptihov je ohranjenih. Tako kot pri oltarnih slikah je bila večina pozneje ločena in prodana kot posamezna žanrska slika. V sistemu delavnic so bila nekatera medsebojno zamenljiva, verska dela pa so bila morda povezana z novimi naročniškimi paneli. Pozneje so bili številni diptihi razbiti in tako iz enega ustvarili dve prodajni deli. V času reformacije so bili verski prizori pogosto odstranjeni. 

### Portreti
Posvetno portretiranje je bilo v evropski umetnosti redkost pred letom 1430. Format ni obstajal kot samostojna zvrst in je bil le redko najden na najvišjem koncu trga v zaročnih portretih ali naročilih kraljevskih družin. Čeprav so bila takšna dela lahko dobičkonosna, so veljala za nižjo umetniško obliko in večina ohranjenih primerov izpred 16. stoletja ni avtorizirana. Izdelovalo se je veliko posameznih posvetnih panojev, ki so prikazovali svetnike in biblijske figure, upodabljanje zgodovinskih znanih posameznikov pa se je začelo šele v zgodnjih 1430-ih. Van Eyck je bil pionir; njegov temeljni Léal Souvenir iz leta 1432 je eden najzgodnejših ohranjenih primerov, simbol novega sloga s svojim realizmom in akutnem opazovanju majhnih podrobnosti videza portretiranca. Njegov Portret Arnolfinijev je napolnjen s simboliko, kot tudi Madona kanclerja Rolina, naročena kot dokaz Rolinove moči, vpliva in pobožnosti.
Van der Weyden je razvil konvencije severnega portretiranja in je imel velik vpliv na naslednje generacije slikarjev. Van der Weyden ni zgolj sledil van Eyckovi natančni pozornosti do detajlov, ampak je ustvaril bolj abstraktne in čutne predstave. Bil je zelo iskan kot portretist. Na njegovih portretih so opazne podobnosti, verjetno zato, ker je uporabljal in ponovno uporabljal iste podrisbe, ki so izpolnjevale skupne ideale ranga in pobožnosti. Nato so bile prilagojene tako, da prikažejo obrazne značilnosti in izraze določenega portretiranca. 
Petrus Christus je svojega portretiranca postavil v naturalistično okolje, ne pa ravno in brez značilnosti. Ta pristop je bil deloma reakcija na van der Weydena, ki je v svojem poudarku na figurah uporabljal zelo plitke slikovne prostore. V svojem Portretu moškega iz leta 1462 je Dieric Bouts šel še dlje, tako da ga je postavil v sobo z oknom, ki gleda na pokrajino, medtem ko je v 16. stoletju na severu postal priljubljen celozaslonski portret. Slednje oblike v prejšnji severni umetnosti praktično ni bilo videti, čeprav je imela v Italiji tradicijo že stoletja, najpogosteje v freskah in iluminiranih rokopisih. Celopostavni portreti so bili rezervirani za upodobitve najvišjega družbenega sloja in so bili povezani s knežjimi prikazi moči. Od druge generacije severnih slikarjev je Hans Memling postal vodilni portretist, ki je prevzel naročila celo iz Italije. Bil je zelo vpliven na kasnejše slikarje in zaslužen za navdihujočo Leonardovo postavitev Mone Lise pred pokrajino. Van Eyck in van der Weyden sta podobno vplivala na francoskega umetnika Jeana Fouqueta in Nemca Hansa Pleydenwurffa [159] in Martina Schongauerja. 
Nizozemski umetniki so se odmaknili od pogleda profila - populariziranega med italijanskim Quattrocentom - k manj formalnemu, a bolj privlačnemu tričetrtinskem pogledu. Pod tem kotom je vidna več kot ena stran obraza, ko je sedeče telo obrnjeno proti gledalcu. Ta poza omogoča boljši pogled na obliko in značilnosti glave ter omogoča, da sedeči gleda proti gledalcu. Pogled portretiranca redko pritegne gledalca. Van Eyckov Portret moža iz leta 1433 je zgodnji primer, ki prikazuje, kako umetnik sam gleda gledalca. Čeprav med subjektom in gledalcem pogosto prihaja do neposrednega očesnega stika, je pogled običajno ločen, odmaknjen in nekomunikativen, morda zaradi velikega socialnega položaja subjekta. Obstajajo izjeme, običajno pri poročnih portretih ali v primeru morebitnih zarok, kadar je cilj dela narediti portretiranca čim bolj privlačnega. V teh primerih so sedečo pogosto prikazovali nasmejano, s privlačnim in sijočim izrazom, namenjenim njenim namenom.
Okoli leta 1508 je Albrecht Dürer opisal funkcijo portretiranja kot »ohranjanje videza osebe po njegovi smrti.« Portreti so bili predmet statusa in so služili temu, da je bil posameznikov osebni uspeh zabeležen in trajal tudi dlje od njegovega življenja. Večina portretov je po navadi prikazovala kraljevske člane, zgornje plemstvo ali cerkvene kneze. Novo bogastvo v burgundski Nizozemski je prineslo večje število strank, saj so si pripadniki višjega srednjega razreda zdaj lahko privoščili naročanje portreta. Posledično je o videzu in oblačenju prebivalcev regije znano več kot kadar koli od poznega rimskega obdobja. Portreti na splošno niso zahtevali daljših sedenj; običajno je bila uporabljena vrsta pripravljalnih risb za oblikovanje končne table. Le malo teh risb je ohranjenih, izjema je Van Eyckova študija za njegov Portret kardinala Niccolòja Albergatija.

### Krajine
Krajina je bila pred sredino 1460-ih sekundarna skrb nizozemskih slikarjev. Geografsko ozadje je bilo redko in kadar se je pojavljalo, je običajno sestavljalo utrinke skozi odprta okna ali arkade. Redko je temeljilo na dejanskih lokacijah; krajine so bile v glavnem zamišljene, zasnovane tako, da ustrezajo tematskemu potisku table. Ker je bila večina del portretov donatorjev, so bile krajine zelo pogosto ukročene, nadzorovane in so služile zgolj za harmonično postavitev idealiziranega notranjega prostora. Severni umetniki so pri tem zaostajali za italijanskimi kolegi, ki so svoje portretirance že postavili v geografsko prepoznavne in natančno opisane pokrajine. Nekatere severne krajine so zelo podrobne in opazne same po sebi, vključno z van Eyckovim nesentimentalnim Diptihom Križanega in Poslednje sodbe iz okoli leta 1430 in van der Weydenov široko kopiran Sveti Luka riše Devico iz 1435–40.
Na Van Eycka so skoraj zagotovo vplivale krajine Dela mesecev, ki sta jih brata Limbourg naslikala za Sijajni horarij vojvode Berrijskega. Vpliv je razviden iz iluminacije v Torinsko-milanskem horariju, ki prikazuje bogate krajine v majhnih prizoriščih. Po Pächtu bi jih bilo treba opredeliti kot zgodnje primere nizozemskega krajinskega slikarstva. Krajinska tradicija v iluminiranih rokopisih se je nadaljevala vsaj naslednje stoletje. Simon Bening je »raziskoval žanr krajine«, kar je razvidno iz več listov, ki jih je naslikal okoli leta 1520 za Grimanijev breviarij.
Od konca 15. stoletja so številni slikarji v svojih delih poudarjali krajino, razvoj, ki ga je delno povzročila preusmeritev iz verske ikonografije v posvetne teme. Druga generacija nizozemskih slikarjev je uporabila izrek naravne zastopanosti sredi 14. stoletja. To se je rodilo iz naraščajočega bogastva srednjega razreda v regiji, ki je zdaj veliko potoval na jug in videl, da se podeželje opazno razlikuje od njihove ravne domovine. Hkrati se je v kasnejšem delu stoletja pojavila specializacija in številni mojstri, ki so se osredotočili na detajliranje krajine, predvsem Konrad Witz sredi 15. stoletja in kasneje Joachim Patinir. Večina novosti v tej obliki je prišla od umetnikov, ki so živeli v nizozemskih burgundskih deželah, predvsem v Haarlemu, Leidenu in 's-Hertogenboschu. Pomembni umetniki s teh območij niso suženjsko reproducirali kulise pred njimi, ampak so na subtilen način prilagodili in uporabili svoje krajine, da bi okrepili poudarek in pomen table, na kateri so delali. 
Patinir je razvil tisto, kar se danes imenuje žanr svetovne krajine, za katerega značilne biblijske ali zgodovinske osebnosti predstavljajo zamišljeno panoramsko pokrajino, običajno gore in nižine, vodo in stavbe. Za tovrstne slike je značilno povišano očišče, figure v okolici pa so pritlikave. Format sta med drugim prevzela Gerard David in Pieter Bruegel starejši in je postala priljubljena v Nemčiji, zlasti pri slikarjih iz Donavske šole. Patinirjeva dela so razmeroma majhna in uporabljajo vodoravno obliko; to naj bi postalo tako standardno za krajine v umetnosti, da se zdaj v običajnih okoliščinah imenuje 'krajinski' format, toda takrat je bila to precejšnja novost, saj je bila velika večina tabel pred letom 1520 pokončna. Krajinske slike ohranjajo številne elemente, ki so se razvili od sredine 15. stoletja, vendar so v sodobnem kinematografskem smislu sestavljeni kot širok plan in ne kot srednji plan. Prisotnost ljudi je ostala osrednja in ne zgolj štafaža. Hieronymus Bosch je prilagodil elemente krajinskega sloga, pri čemer je bil vpliv še posebej opazen na njegovih enobarvnih slikah.
Med najbolj priljubljene tovrstne teme spadajo Beg v Egipt in beda puščavnikov, kot sta svetnika Hieronim in Anton Puščavnik. Umetnostni zgodovinarji so poleg povezovanja sloga s poznejšo dobo odkritij, vlogo Antwerpna kot cvetočega središča tako svetovne trgovine kot kartografije ter pogleda bogatega prebivalstva na podeželje, raziskovali slike kot verske metafore romanja življenja.
- Rogier van der Weyden, Sveti Luka riše Devico, c. 1435–40. Museum of Fine Arts, Boston
- Konrad Witz, Čudežni ulov rib, 1444. Musée d'Art et d'Histoire, Ženeva
- Joachim Patinir, Pokrajina z begom v Egipt, pozno 15. stoletje. Kraljevi muzej likovnih umetnosti Antwerpen
- Pieter Bruegel starejši,  Krajina z begom v Egipt, 1563

## Razmerje do italijanske renesanse
Napredek v severni umetnosti se je razvil skoraj sočasno z zgodnjo italijansko renesanso. Filozofska in umetniška tradicija Sredozemlja pa ni bila del severne dediščine, na severu so celo aktivno zaničevali številne elemente latinske kulture. Vloga renesančnega humanizma v umetnosti je bila na primer v Nizozemskih deželah manj izrazita kot v Italiji. Lokalni verski trendi so močno vplivali na zgodnjo severno umetnost, kar je razvidno iz vsebine, sestave in oblike številnih umetniških del iz poznega 13. in začetka 14. stoletja. Tudi doktrina severnih slikarjev je temeljila na prvinah novejše gotske tradicije in manj na klasični tradiciji, ki je bila razširjena v Italiji.
Medtem ko so nabožne slike - zlasti oltarne slike - ostajale prevladujoče v zgodnji nizozemski umetnosti, so posvetni portreti postajali vse bolj pogosti tako v severni kot južni Evropi, ko so se umetniki osvobodili prevladujoče ideje, da je treba portretiranje omejiti na svetnike in druge verske osebnosti. V Italiji je bil ta razvoj vezan na ideale humanizma.
Italijanski vplivi na nizozemsko umetnost so prvič vidni konec 15. stoletja, ko so nekateri slikarji začeli potovati na jug. To tudi pojasnjuje, zakaj so se številni poznejši nizozemski umetniki po besedah umetnostnega zgodovinarja Rolfa Tomana povezovali s »slikovitimi zatrepi, napihnjenimi stebri, zvitimi figurami in osupljivo nerealnimi barvami — , ki dejansko uporabljajo vizualni jezik manierizma«. Premožni severni trgovci so si lahko privoščili nakup slik najboljših umetnikov. Posledično so se slikarji vse bolj zavedali svojega statusa v družbi: pogosteje so podpisovali svoja dela, slikali svoje portrete in zaradi svojih umetniških dejavnosti postali znane osebnosti.
Severni mojstri so bili v Italiji zelo občudovani. Po mnenju Friedländerja so imeli močan vpliv na italijanske umetnike 15. stoletja, s čimer se strinja tudi Panofsky. Vendar so italijanski slikarji začeli presegati nizozemske vplive v 1460-ih, ko so se osredotočili na kompozicijo z večjim poudarkom na harmoniji delov, ki spadajo skupaj – »tista elegantna harmonija in milina ... ki se imenuje lepota«, kar je na primer očitno v sliki Andrea Mantegna Polaganje v grob. Do začetka 16. stoletja je bil ugled severnih mojstrov tak, da je bila uveljavljena trgovina z njihovimi deli sever-jug, čeprav je bilo veliko slik ali predmetov, poslanih na jug, manj umetnikov in manj kakovostnih. Inovacije, uvedene na severu in sprejete v Italiji, so vključevale določanje figur v notranjosti in ogled notranjosti z več razglednih točk skozi odprtine, kot so vrata ali okna. Portinarijev oltar Huga van der Goesa, v firenški galeriji Uffizi je imel pomembno vlogo pri seznanjanju florentinskih slikarjev s trendi s severa, umetniki, kot je Giovanni Bellini, pa so bili pod vplivom severnih slikarjev, ki so delali v Italiji.
Memling je uspešno združil oba sloga, ponazorjena v svoji Devica in otrok z dvema angeloma. Do sredine 16. stoletja je bila nizozemska umetnost videti surova; Michelangelo je trdil, da je privlačna samo »menihom in fratrom«. Na tej točki je severna umetnost v Italiji začela zgubljati naklonjenost. Do 17. stoletja, ko je Brugge izgubil svoj ugled in položaj najpomembnejšega evropskega trgovskega mesta (reke so se zamuljila in pristanišča so se bila prisiljena zapreti), so Italijani prevladovali nad evropsko umetnostjo. 

## Uničenje in razpršitev

### Ikonoklazem
Verske podobe so bile pod natančnim nadzorom kot dejansko ali potencialno malikovalske od začetka protestantske reformacije v 1520-ih. Martin Luther je sicer do neke mere sprejel vsebine slik, a le nekaj staronizozemskih slik je ustrezalo njegovim merilom. Andreas Karlstadt, Ulrich Zwingli in Jean Calvin so v celoti nasprotovali javnim verskim podobam, predvsem v cerkvah in kalvinizem je kmalu postal prevladujoča sila v nizozemskem protestantizmu. Od leta 1520 so izbruhi reformnega ikonoklazma izbruhnili po večjem delu severne Evrope. Ti so bili lahko uradni in miroljubni, kot v Angliji pod Tudorji in angleškem Commonwealthu ali neuradni in pogosto nasilni, kot Beeldenstorm ali 'ikonoklastični bes' leta 1566 na Nizozemskem. 19. avgusta 1566 je ta val uničevanja dosegel Gent, kjer je Marcus van Vaernewijck dogodke zapisal. Pisal je o Gentskem oltarju, ki so ga »razstavili na koščke in dvignili, tablo za tablo, v stolp, da bi ga ohranili pred izgredniki«. Leta 1566 je Antwerpen svoje cerkve zelo temeljito uničil, sledilo je več izgub v španskem pustošenju Antwerpna leta 1576 in nadaljnje obdobje uradnega ikonoklazma leta 1581, ki je zdaj vključeval mestne in cehovske stavbe, ko so kalvinisti nadzirali mestni svet.
Uničeno je bilo na tisoče verskih objektov in predmetov, vključno s slikami, skulpturami, oltarnimi nastavki, vitraji in razpeli, stopnja preživetja del največjih umetnikov je majhna - celo Janu van Eycku pripisujejo samo 24 ohranjenih del. Število raste s poznejšimi umetniki, vendar še vedno obstajajo zmote; Petrus Christus velja za velikega umetnika, vendar dobi manj del kot van Eyck. Na splošno imajo poznejša dela iz 15. stoletja, izvožena v južno Evropo, veliko višjo stopnjo preživetja.
Mnogo umetniških del tega obdobja je cerkev naročila za svoje cerkve s specifikacijami za fizični format in slikovno vsebino, ki bi dopolnjevala obstoječe arhitekturne in oblikovalske sheme. Zamisel o tem, kako bi lahko izgledala takšna cerkvena notranjost, je razvidna iz Van Eyckove Madona v cerkvi in van der Weydenove Ekshumacija sv. Huberta. Po mnenju Nasha je van der Weydnova tabla vpogled v videz predreformacijskih cerkva in na način, kako so slike postavili tako, da so odmevale z drugimi slikami ali predmeti. Nash nadaljuje, da »bi bilo koga nujno videti v povezavi z drugimi podobami, ponavljati, povečevati ali diverzificirati izbrane teme«. Ker so bili ikonoklasti usmerjeni na cerkve in stolnice, so se izgubile pomembne informacije o razstavi posameznih del in s tem tudi vpogledi v pomen teh umetniških del v svojem času. Številna druga dela so bila izgubljena zaradi požarov ali v vojnah; razpad Valoijsko-burgundske države je Nizozemske dežele pahnil v vrh evropskega konflikta do leta 1945. Van der Weydnov poliptih Trajanova in Herkinbaldova pravica je najpomembnejša izguba; iz zapisov se zdi, da je bila po obsegu in ambicioznosti primerljiva z Gentskim oltarjem. Francosko topništvo jo je uničilo med bombardiranjem Bruslja leta 1695, danes pa je znana le iz kopije tapiserije.

### Dokumentacija
Umetnostni zgodovinarji so imeli velike težave pri ugotavljanju imen nizozemskih mojstrov in pripisovanju določenih del. Zgodovinski zapisi so zelo slabi, tako da so biografije nekaterih glavnih umetnikov še vedno goli obrisi, medtem ko je pripisovanje stalnica in pogosto sporna razprava. Tudi najbolj razširjene lastnosti so običajno le posledica desetletij znanstvenih in zgodovinskih raziskav, ki izvirajo iz začetka 20. stoletja. Nekaterim slikarjem, kot sta Adriaen Isenbrandt in Ambrosius Benson iz Brugga, ki so masovno izdelovali table, ki so jih prodajali na sejemskih stojnicah, so pripisali kar 500 slik.
Možnosti za raziskave so bile omejene s številnimi zgodovinskimi dejavniki. Številni arhivi so bili uničeni med bombnimi napadi v obeh svetovnih vojnah, veliko del, za katera obstajajo zapisi, pa je izgubljenih ali uničenih. Vodenje evidence v regiji je bilo nedosledno in izvoz del večjih umetnikov zaradi pritiskov komercialnega povpraševanja pogosto ni bil ustrezno zabeležen. Praksa podpisovanja in datiranja del je bila redka do leta 1420 in čeprav so bili v zbirkah zbirateljev dela natančno opisana, so pripisovali malo pomena snemanju umetnika ali delavnice, ki jih je ustvarila. Preživela dokumentacija po navadi prihaja iz inventarjev, oporok, plačilnih računov, pogodb o zaposlitvi ter cehovskih evidenc in predpisov.
Ker je življenje Jana van Eycka dobro dokumentirano v primerjavi z njegovimi sodobniki in ker je bil tako očitno inovator obdobja, mu je bilo pripisano veliko del, potem ko so umetnostni zgodovinarji začeli raziskovati to obdobje. Danes je Jan zaslužen za približno 26–28 ohranjenih del. To zmanjšano število deloma izhaja iz identifikacije drugih slikarjev iz sredine 15. stoletja, kot so van der Weyden, Christus in Memling, medtem ko je Hubert, ki so ga kritiki s konca 19. stoletja tako zelo cenili, zdaj drugotnega pomena, brez del, ki bi mu bila dokončno pripisana. Številni zgodnji nizozemski mojstri niso bili identificirani in so danes znani po 'priročnih imenih', običajno v obliki Mojster .... Zbiranje skupine del pod enim imenom ni pogosto sporno; sklop del, ki jim je bilo dodeljeno eno ime, bi lahko ustvarili različni umetniki, katerih umetniške podobnosti je mogoče razložiti s skupno geografijo, usposabljanjem in odzivom na vplive tržnega povpraševanja. Nekateri večji umetniki, ki so jih poznali pod psevdonimi, so zdaj identificirani, včasih tudi kontroverzno, kot v primeru Campina, ki je običajno, vendar ne vedno, povezan z mojstrom Flémalle.
Številni neznani umetniki s severa iz poznega 14. in zgodnjega 15. stoletja so bili prvega ranga, vendar so trpeli akademsko zanemarjanje, ker niso bili navezani na nobeno zgodovinsko osebo; kot pravi Nash, »veliko tega, česar ni mogoče trdno pripisati, ostaja manj preučenega«. Nekateri umetnostni zgodovinarji verjamejo, da je ta položaj spodbudil premalo previdnosti pri povezovanju del z zgodovinskimi osebami in da takšne povezave pogosto temeljijo na majhnih posrednih dokazih. Identitete številnih znanih umetnikov so bile ugotovljene na podlagi enega samega podpisanega, dokumentiranega ali drugače pripisanega dela, ki sledi nadaljnjim atribucijam na podlagi tehničnih dokazov in geografske bližine. Tako imenovani Mojster legende o Magdaleni, ki je bil morda Pieter van Coninxloo, je eden pomembnejših primerov; med drugimi so Hugo van der Goes, Campin, Stefan Lochner in Simon Marmion. 
Pomanjkanje ohranjenega teoretskega pisanja o umetnosti in zapisanega mnenja katerega koli glavnega umetnika pred 16. stoletjem predstavlja še več težav pri atribuciji. Dürer je bil leta 1512 prvi umetnik te dobe, ki je pravilno zapisal svoje teorije o umetnosti, sledila sta mu Lucas de Heere leta 1565 in Karel van Mander leta 1604. Nash verjame v verjetnejšo razlago odsotnosti teoretičnega pisanja o umetnost zunaj Italije, da severni umetniki še niso imeli jezika, ki bi opisoval njihove estetske vrednote ali pa niso imeli smisla pisno razlagati, kaj so dosegli s slikarstvom. Preživele ocene sodobne nizozemske umetnosti iz 15. stoletja so napisali izključno Italijani, med katerimi so najbolj znani Cyriacus Ancona leta 1449, Bartolomeo Facio leta 1456 in Giovanni Santi leta 1482.

## Ponovno odkrivanje
Prevlada severnjaškega manierizma sredi 16. stoletja je bila zgrajena na subverziji konvencij staronizozemske umetnosti, ki pa je izpadla iz naklonjenosti javnosti. Kljub temu je ostal priljubljen v nekaterih kraljevih umetniških zbirkah; Marija Madžarska in Filip II. Španski sta iskala nizozemske slikarje, pri čemer sta imela prednost van der Weyden in Bosch. Do začetka 17. stoletja nobena ugledna zbirka ni bila popolna brez severnoevropskih del iz 15. in 16. stoletja; poudarek pa je bil na severni renesansi kot celoti, bolj na nemškem Albrechtu Dürerju, daleč najbolj zbirateljskem severnem umetniku te dobe. Giorgio Vasari leta 1550 in Karel van Mander (ok. 1604) sta umetniška dela postavila v središče severno renesančne umetnosti. Oba pisca sta imela ključno vlogo pri oblikovanju poznejšega mnenja o slikarjih v regiji, s poudarkom na van Eycku kot inovatorju.
Nizozemski slikarji so bili v 18. stoletju večinoma pozabljeni. Ko je bil Musée du Louvre med francosko revolucijo preurejen v umetniško galerijo, je bila Poroka v Kani Gerarda Davida takrat pripisana van Eycku – tam razstavljeno edino delo nizozemske umetnosti. Ko so Francozi osvojili Nizozemske dežele, so zbirki dodali več velikih tabel. Ta dela so močno vplivala na nemškega literarnega kritika in filozofa Friedricha Schlegla, ki je po obisku leta 1803 napisal analizo nizozemske umetnosti in jo poslal Ludwigu Tiecku, ki je dal leta 1805 del objaviti.
Leta 1821 se je Johanna Schopenhauer zanimala za delo Jana van Eycka in njegovih privržencev, saj je videla zgodnje nizozemske in flamske slike v zbirki bratov Sulpiz in Melchior Boisserée v Heidelbergu. Schopenhauerjeva je opravila primarno arhivsko raziskavo, ker je bilo zelo malo zgodovinski zapis mojstrov, razen uradnih pravnih dokumentov. Leta 1822 je objavila delo Johann van Eyck und seine Nachfolger (Jan van Eyck in njegovi nasledniki), istega leta pa je Gustav Friedrich Waagen objavil prvo moderno znanstveno delo o staronizozemskem slikarstvu, Ueber Hubert van Eyck und Johann van Eyck (O Hubertu van Eycku in Janu van Eycku); Waagen je nato postal direktor  Gemäldegalerie v Berlinu in zbral zbirko nizozemske umetnosti, vključno z večino gentskih tabel, številnimi triptihi van der Weydna in oltarno sliko Boutsa. Dela je med pridobivanjem temeljito analiziral in preučil na podlagi razločevalnih značilnosti posameznih umetnikov in vzpostavil zgodnji znanstveni sistem klasifikacije.
Leta 1830 je belgijska revolucija ločila Belgijo od današnje Nizozemske; ko je novoustanovljena država želela vzpostaviti kulturno identiteto, je bil Memlingov ugled enak ugledu Van Eycka v 19. stoletju. Memling je bil videti tehnično kot tekmec starejšega mojstra z globljo čustveno resonanco. Ko je leta 1848 na trg prišla zbirka princa Ludwiga Oettingen-Wallersteina iz gradu Wallerstein, je njegov bratranec princ Albert Saxe-Coburg in Gotha organiziral ogled v Kensingtonski palači; čeprav katalog del pripisujejo šoli v Kölnu, je Jana van Eycka in van der Weydna Waagen sestavil sam; ker drugih kupcev ni bilo, jih je Albert kupil sam. V obdobju, ko je londonska Narodna galerija skušala povečati svoj ugled, je Charles Eastlake leta 1860 kupil Rogierja van der Weydena Magdalena bere iz zbirke zgodnjih nizozemskih slik Edmonda Beaucousina.
Nizozemska umetnost je postala priljubljena med obiskovalci muzejev konec 19. stoletja. Na začetku 20. stoletja sta bila van Eyck in Memling najbolj cenjena, van der Weyden in Christus pa le nekaj več kot omenjena. Pozneje so ugotovili, da so bila Memlingu pripisana številna dela van der Weydna ali njegove delavnice. Leta 1902 je Brugge gostil prvo razstavo nizozemske umetnosti s 35.000 obiskovalci, dogodek, ki je bil »prelomnica v ocenjevanju staronizozemske umetnosti«. Iz številnih razlogov, katerih glavna težava je bila zavarovanje slik za razstavo, je bilo razstavljenih le nekaj tabel van Eycka in van der Weydna, medtem ko je bilo razstavljenih skoraj 40 Memlingovih del. Kljub temu sta van Eyck in van der Weyden do neke mere takrat veljala za prvo raven nizozemskih umetnikov.
Razstava v Bruggeu je obnovila zanimanje za to obdobje in sprožila raziskave, ki naj bi se razcvetele v 20. stoletju. Johan Huizinga je bil prvi zgodovinar, ki je nizozemsko umetnost postavil ravno v burgundsko obdobje - zunaj nacionalističnih meja -, kar v svoji knjigi Umiranje srednjega veka, objavljeni leta 1919, nakazuje, da je bil razcvet šole v začetku 15. stoletja v celoti posledica okusa, ki ga je postavil burgundski dvor. Drugi obiskovalec razstave Georges Hulin de Loo je izdal neodvisen kritični katalog, v katerem je poudaril veliko število napak v uradnem katalogu, v katerem so bili uporabljeni atributi in opisi lastnikov. Z Maxom Friedländerjem, ki je obiskal in napisal pregled razstave v Bruggeu, je postal vodilni strokovnjak na tem področju.